# Grundloses Moor
Das Grundlose Moor ist das größte noch nahezu intakte Hochmoor im Landkreis Heidekreis, Niedersachsen. Es ist als Naturschutzgebiet ausgewiesen.

## Beschreibung
Das Grundlose Moor liegt fünf Kilometer nordwestlich der Stadtmitte von Walsrode und hat eine Fläche von knapp 3 Quadratkilometern. Sein Zentrum liegt etwa 2 Kilometer südwestlich des Dorfes Ebbingen und rund 3,5 Kilometer nördlich des Dorfes Fulde (beides Ortsteile der Stadt Walsrode).
Das Moor wurde früher besonders in seinem Südteil zum Torfstechen genutzt, regeneriert sich nach einzelnen Vernässungsmaßnahmen aber wieder. Die Ufer des inmitten des Moores gelegenen Grundlosen Sees sind durch Wellenschlag meist als klare Kante ausgebildet, nur im Südwesten ragen Schwingrasen weit in den See hinein. Im Grundlosen Moor kommen Wollgras, Moosbeere, Torfmoos und Glockenheide vor, sowie in großen Beständen Rauschbeere. 
Das Moor hat sich in der Nordosthälfte einer gut 4 Kilometer langen, auf 60 bis 70 Meter Höhe gelegenen Talung entwickelt, die von zwei unscheinbaren parallelen Endmoränenwällen eingeschlossen wird. Die 70 bis 81 Meter hohen randlichen Hügel und die Senke selbst sind von Grundmoräne aus der Saale-Eiszeit überdeckt. Entwässert wird sie durch einen Graben, der den Oberlauf der Fulde darstellt. 
Mit Verordnung vom 30. Juli 1990 wurde das Grundlose Moor zum Naturschutzgebiet (mit der Kennzeichen-Nummer NSG LÜ 185) erklärt. Das Schutzgebiet hat eine Fläche von 295 ha. Zuständig ist der Landkreis Heidekreis als untere Naturschutzbehörde.

## Grundloser See
Der gut 2 Meter tiefe Grundlose See ist von Norden nach Süden 440 Meter lang und im nördlichen Bereich bis 170 Meter breit. Er hat eine Fläche von 4,7 ha und liegt 72,5 Meter über dem mittleren Meeresspiegel. Etwa 400 Meter nordöstlich liegen der elliptische Kleine See mit 50 bis 70 Metern Durchmesser und zwei weitere nur wenig kleinere Wasserflächen. 
Der Grundlose See war ursprünglich ein nahezu verlandeter eiszeitlicher Restsee, sein Erhalt ist nicht nur durch das abdämmende aufgewachsene Torfmoor bedingt, sondern auch durch Prozesse einer Hochmoorkolkbildung.
Der See kann von Wanderparkplätzen im Osten (Ebbingen) und Süden (nördlich von Fulde) aus ufernah umwandert werden.
Auch im Oberbayerischen, in der Nähe des Chiemsees, existiert ein See gleichen Namens.

## Bildergalerie

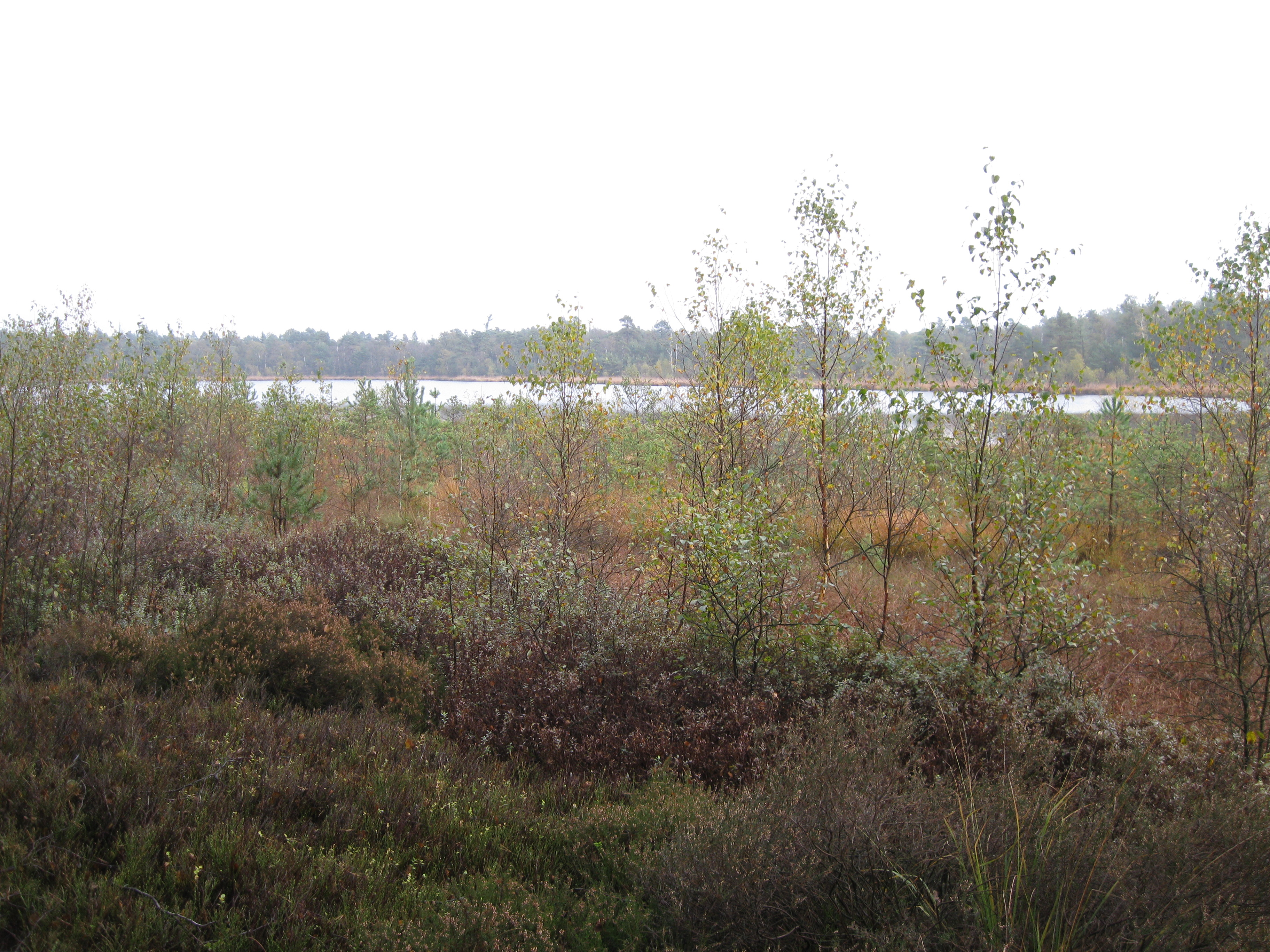
Grundloses Moor
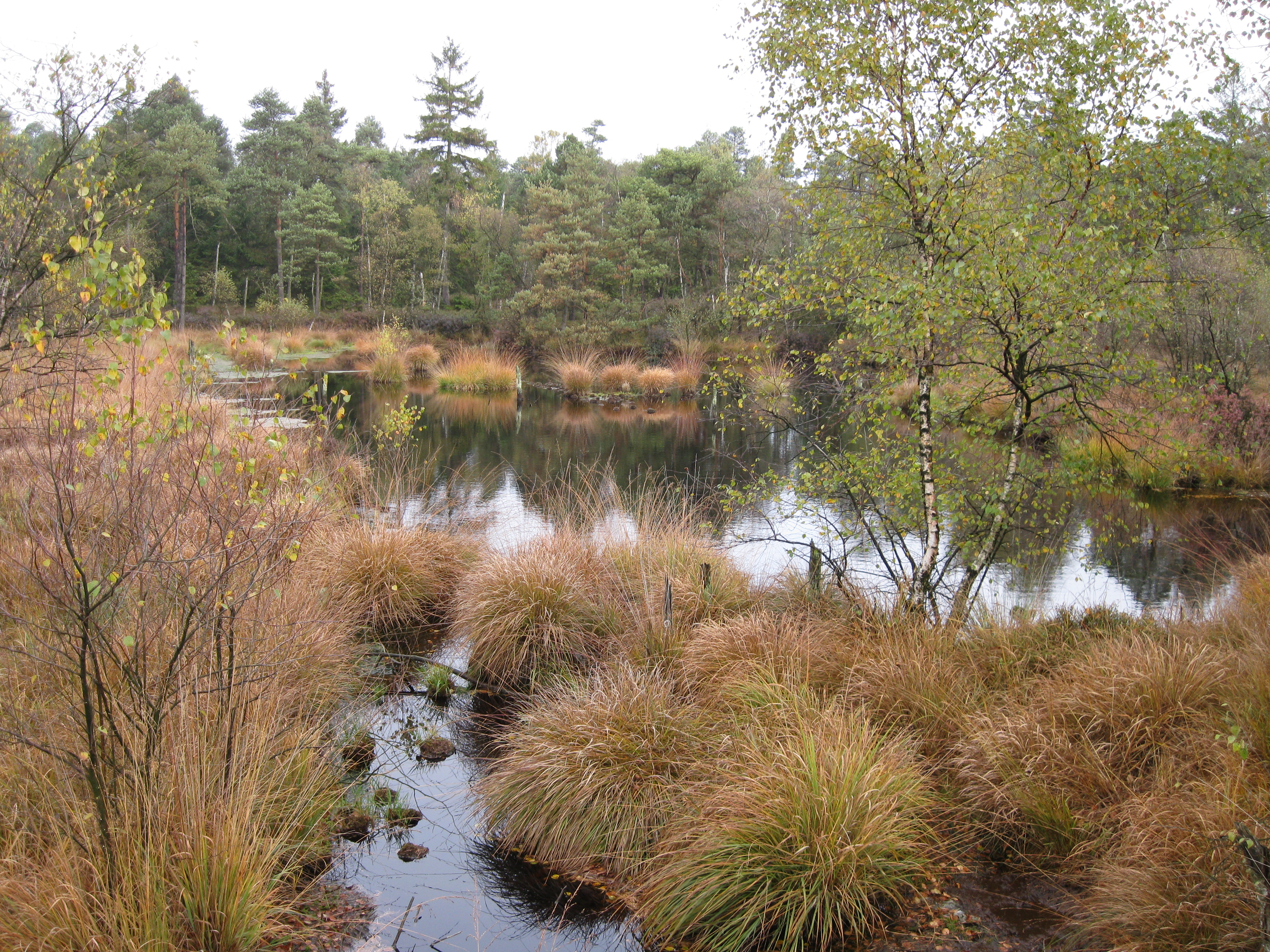
Ehemalige Torfstiche
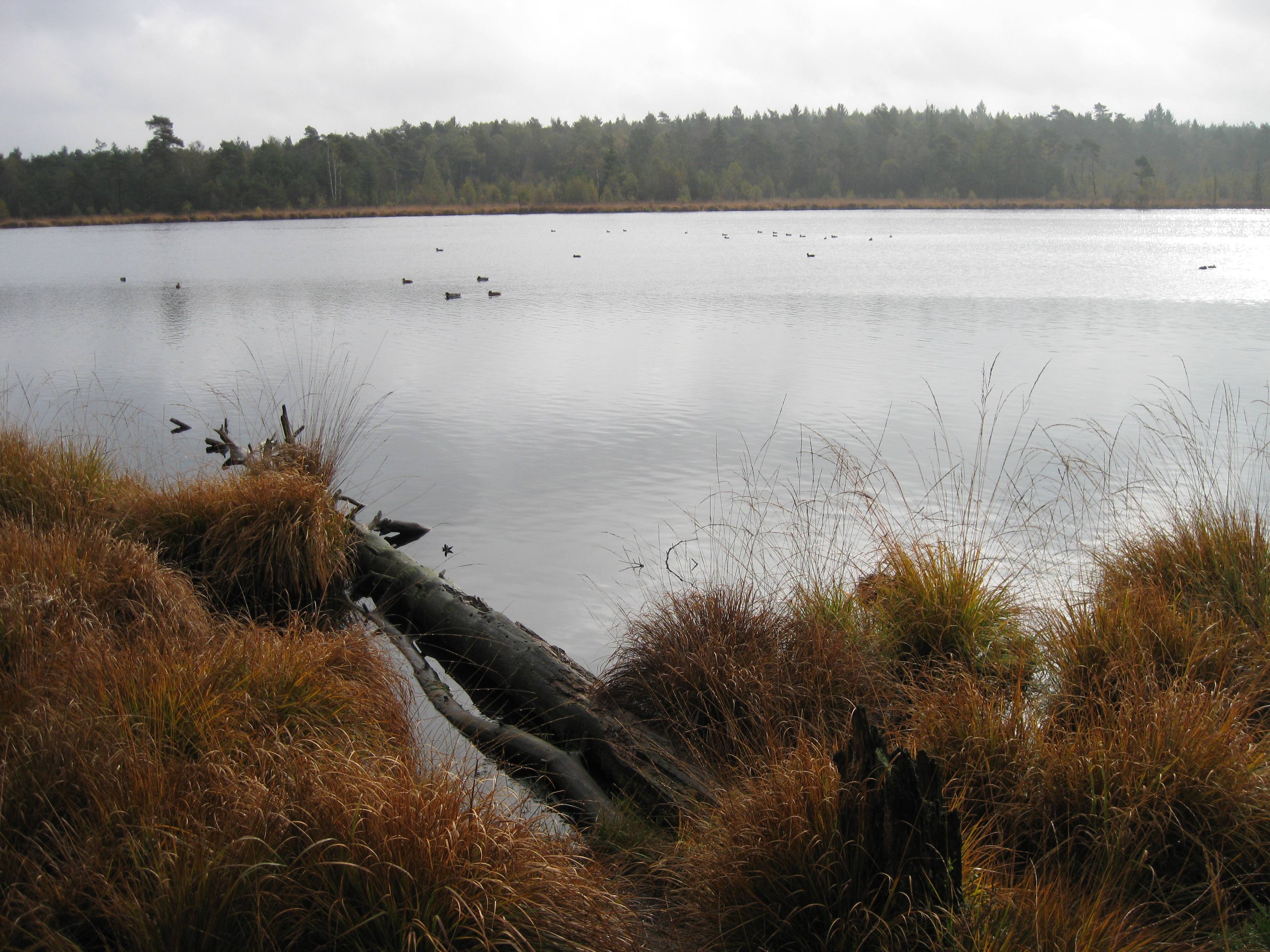
Grundloser See mit Moränenhügel
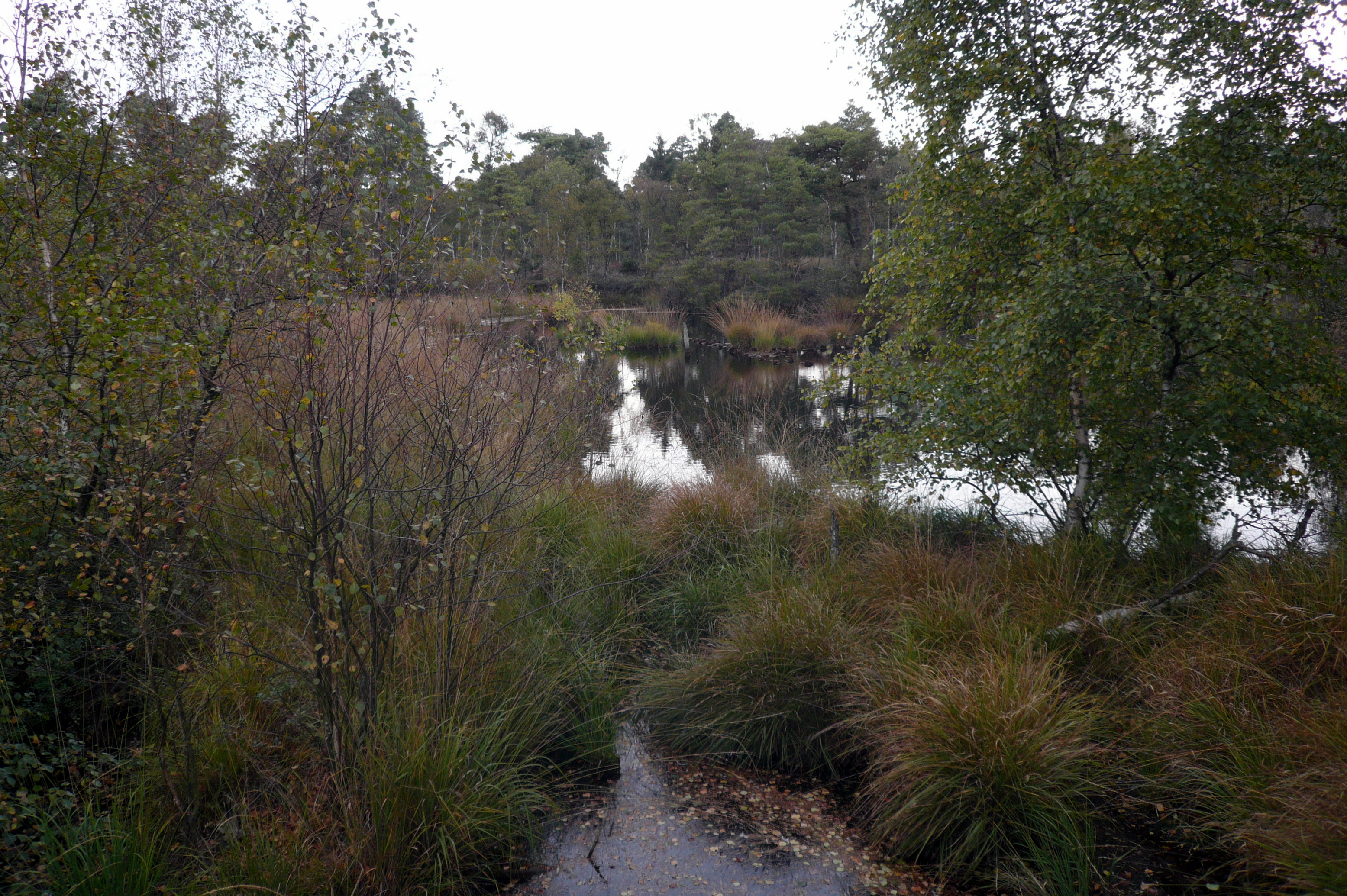
Moorvegetation am Grundlosen See
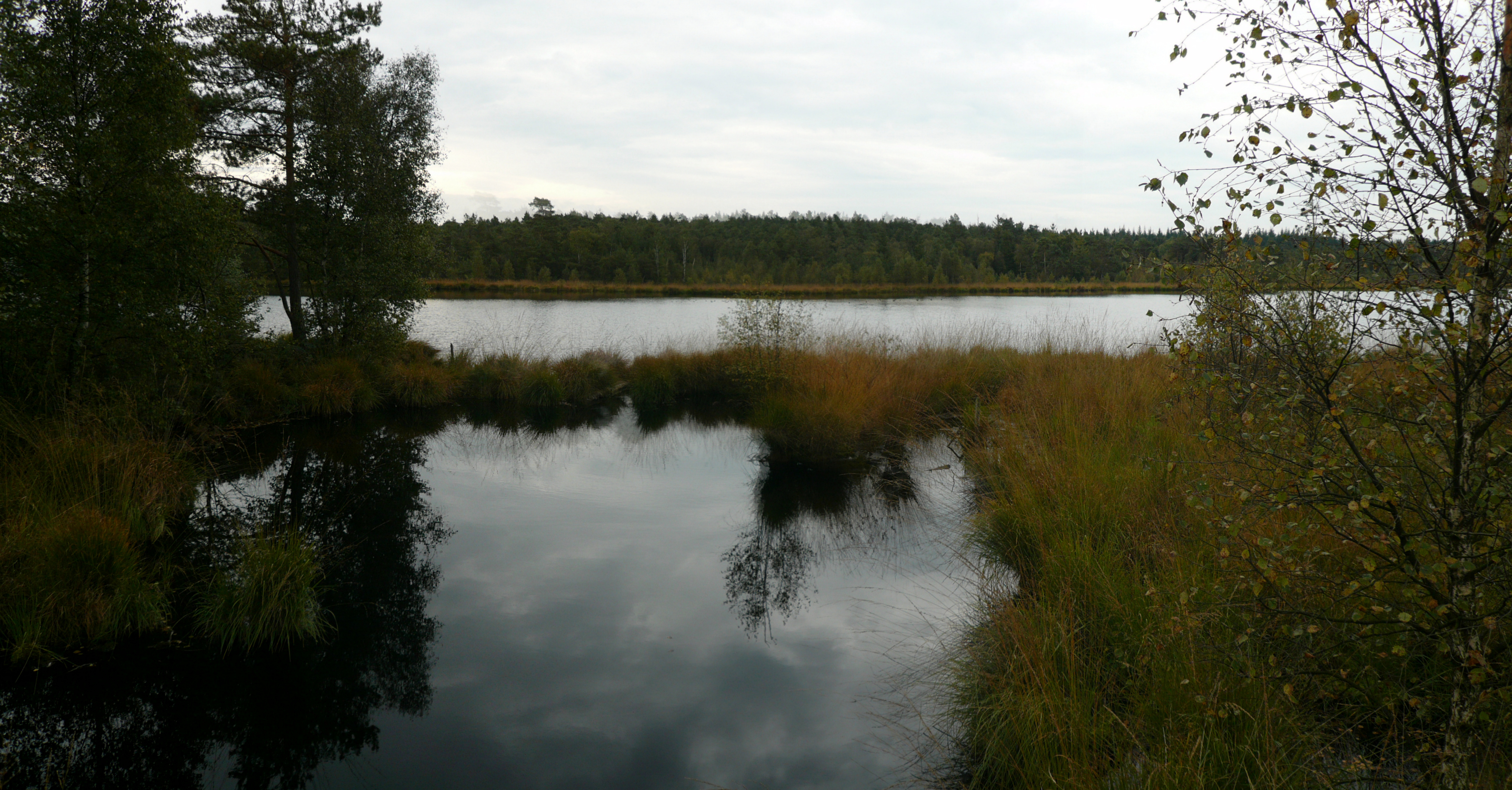
Blick über den Grundlosen See